# サン・ニコラス島

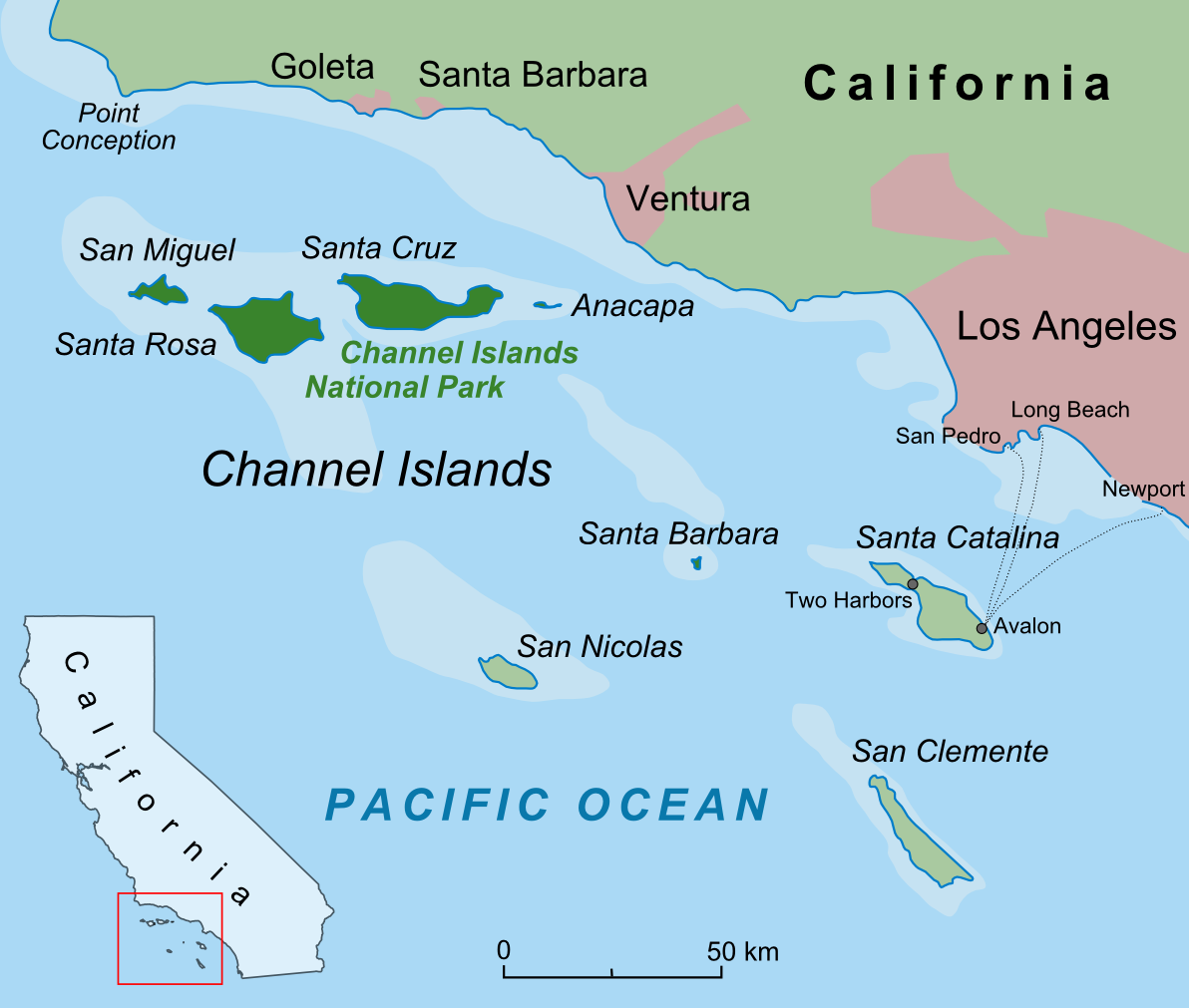
チャネル諸島の地図

サンニコラス島（サン・ニコラスとう、英語: San Nicolas island、ガブリエリーノ語: Haraasnga）は、アメリカ合衆国本土の海岸から南西に98キロメートル離れたところにある島であり、カリフォルニア州のチャンネル諸島を構成する。 行政区分としては、ベンチュラ郡に属する。島の面積は、58.93平方キロメートル。全域がアメリカ海軍によって管理されており、兵器実験場と訓練施設として利用されている。 ネイティブ・アメリカンのNicoleñoが1835年まで島に住んでいた。2000年の国勢調査では、アメリカ合衆国国勢調査局はサンニコラス島を無人島として扱ったが、同調査では少なくとも200人の兵士と軍属が島に住んでいると推定している。島には、滑走路長がおよそ3,000メートルとベンチュラ郡で2番目に長い（最も長いポイント・マグー海軍航空基地が約3,400メートル）飛行場がある。また、テレメトリ受信アンテナを含む建物がいくつかある。 

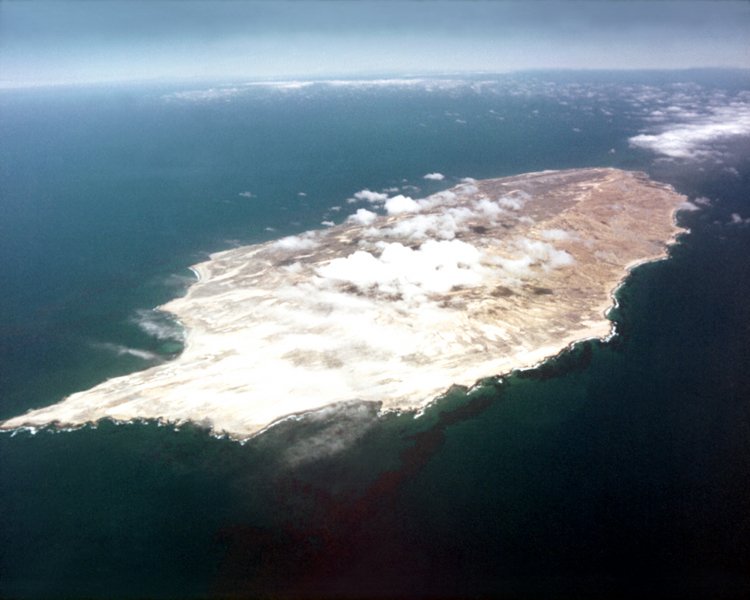
サンニコラス島

## 歴史
考古学資料によれば、サンニコラス島は少なくとも10,000年間にわたって人間によって占領されてきたと考えられる。サンニコラス島は何千年もの間、本土やサンタ・カタリナ島のトングヴァと関わり合いを持っていたと思われる、Nicoleñoの拠点であった。島の名前は、1602年、スペインの探検家セバスチャン・ビスカイノが聖人暦において聖ニコラスの記念日となっている12月6日に島を発見したことから、聖ニコラスにちなんで命名された。ロシア帝国がアメリカ西海岸で植民地を経営していたころのロシア人は、到達した船の名前にちなんで、イルメナ島と呼んでいた。Nicoleñoは、19世紀初頭にカリフォルニア・ミッション系の神父によってサン・ニコラス島を後にし、それから数年でNicoleñoと彼らの言語は消滅した。  

### サン・ニコラス島の孤独な女性
サン・ニコラス島の最も有名な住民は、「サン・ニコラス島の孤独な女性」として知られる、洗礼名フアナ・マリアである。彼女の生まれたときの名前は本土の誰にも知られることはなかった。Nicoleñoのほとんどが本土に移住したとき、彼女は取り残された（これについての解説は文献によって異なる）。彼女は、1853年に船長のジョージ・ニデバーとその乗組員によって発見され、 サンタ・バーバラへ連れて行かれる前に、18年もの間一人で島に住み続けていた。彼女の物語は、スコット・オデルによる子供向けの小説「青いイルカの島」で知られている。 

### 捕鯨
蒸気スクーナー船カリフォルニアと2隻の捕鯨船ホークとポートサンダースが、1932年と1937年にサンニコラス島沖で操業し、1932年の10月から12月上旬には約30頭のナガスクジラを捕獲している。 

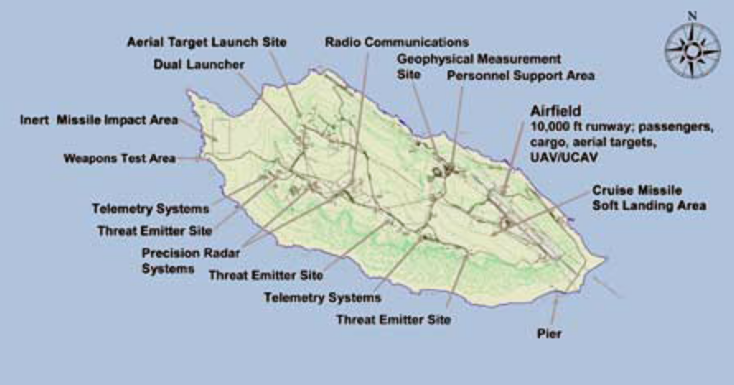
サンニコラス島のアメリカ海軍施設（2009年時点）

### 兵器の実験
サンニコラス島は、最初の原子爆弾を爆発させる際に挙げられた8つの実験場候補地のうちの一つであった。1957年から1973年の間、および2004年から2010年にかけて、アメリカ軍の研究用ロケットがサン・ニコラス島から打ち上げられている。発射場は、北緯33度15分51.4秒 西経119度32分20.4秒 / 北緯33.264278度 西経119.539000度座標: 北緯33度15分51.4秒 西経119度32分20.4秒 / 北緯33.264278度 西経119.539000度に位置している。 
サンニコラス島は現在、ベンチュラ・カウンティ海軍基地の分遣隊として機能している。ポートワイニーミとポイント・マグーに加えて、サンニコラス島も軍によって所有され運営されている。

## 地理

### 地質
主に始新世の砂岩と頁岩で構成され、島のほとんどには更新世の海岸段丘堆積物があり、大昔は完全に水没していたことを示唆している。島の西部一帯は、 完新世初期に堆積した赤褐色の風成砂丘堆積物で覆われている。これらの堆積物は、10メートル積もっている箇所もある。少量の火山岩 （主に安山岩）が島の南東端に存在する。 
サンニコラス島で先住民が道具作りに利用できる石は、主に変成火山岩（斑岩変火山岩を含む）および変堆積岩（主に珪岩）に限定されていた。変成火山岩は、大礫岩と玉石を含んだ泥岩として見つかる。この材料は密度が高く、加工は容易ではない。 

### 気候
ケッペンの気候区分では、サンニコラス島は地中海性気候の特徴を併せ持ったステップ気候 に属する。冬は穏やかな気候で、最も寒い2月の平均気温は12.9℃。2月は最も寒い月であるとともに、年間降水量のほとんどが降る季節でもある。夏は乾燥していて暖かく、最も温かい9月の平均気温は18.2℃。32℃を超えることは珍しく、一年間に2日ほどである。年間平均降水量は218mmで、前述の通り最も雨の降る月は2月、降らない月は8月である。雨天の日は毎年平均して36日程度。
| サンニコラス島の気候           | サンニコラス島の気候 | サンニコラス島の気候 | サンニコラス島の気候 | サンニコラス島の気候 | サンニコラス島の気候 | サンニコラス島の気候 | サンニコラス島の気候 | サンニコラス島の気候 | サンニコラス島の気候 | サンニコラス島の気候 | サンニコラス島の気候 | サンニコラス島の気候 | サンニコラス島の気候 |
| 月                             | 1月                  | 2月                  | 3月                  | 4月                  | 5月                  | 6月                  | 7月                  | 8月                  | 9月                  | 10月                 | 11月                 | 12月                 | 年                   |
| ------------------------------ | -------------------- | -------------------- | -------------------- | -------------------- | -------------------- | -------------------- | -------------------- | -------------------- | -------------------- | -------------------- | -------------------- | -------------------- | -------------------- |
| 最高気温記録 °F （°C）         | 83 (28)              | 83 (28)              | 78 (26)              | 96 (36)              | 100 (38)             | 91 (33)              | 91 (33)              | 95 (35)              | 103 (39)             | 100 (38)             | 88 (31)              | 82 (28)              | 103 (39)             |
| 平均最高気温 °F （°C）         | 61.3 (16.3)          | 60.5 (15.8)          | 61.2 (16.2)          | 63.2 (17.3)          | 64.7 (18.2)          | 66.3 (19.1)          | 69.1 (20.6)          | 70.7 (21.5)          | 71.1 (21.7)          | 69.7 (20.9)          | 66.5 (19.2)          | 62.4 (16.9)          | 65.6 (18.7)          |
| 日平均気温 °F （°C）           | 55.6 (13.1)          | 55.3 (12.9)          | 56.0 (13.3)          | 56.9 (13.8)          | 58.9 (14.9)          | 60.4 (15.8)          | 62.9 (17.2)          | 64.3 (17.9)          | 64.7 (18.2)          | 63.2 (17.3)          | 60.5 (15.8)          | 57.1 (13.9)          | 59.6 (15.3)          |
| 平均最低気温 °F （°C）         | 50.1 (10.1)          | 50.2 (10.1)          | 50.6 (10.3)          | 50.7 (10.4)          | 53.0 (11.7)          | 54.5 (12.5)          | 56.6 (13.7)          | 57.9 (14.4)          | 58.4 (14.7)          | 56.7 (13.7)          | 54.5 (12.5)          | 51.8 (11)            | 53.7 (12.1)          |
| 最低気温記録 °F （°C）         | 36 (2)               | 37 (3)               | 38 (3)               | 40 (4)               | 41 (5)               | 47 (8)               | 44 (7)               | 46 (8)               | 48 (9)               | 40 (4)               | 42 (6)               | 38 (3)               | 36 (2)               |
| 降水量 inch （mm）             | 1.67 (42.4)          | 2.00 (50.8)          | 1.34 (34)            | 0.58 (14.7)          | 0.05 (1.3)           | 0.02 (0.5)           | 0.01 (0.3)           | 0.06 (1.5)           | 0.17 (4.3)           | 0.26 (6.6)           | 0.58 (14.7)          | 1.84 (46.7)          | 8.58 (217.9)         |
| 平均降水日数 （≥0.01 in）      | 6                    | 7                    | 4                    | 5                    | 3                    | 1                    | 1                    | 0                    | 1                    | 2                    | 3                    | 6                    | 36                   |
| 出典：WRCC (normals 1933-1976) |                      |                      |                      |                      |                      |                      |                      |                      |                      |                      |                      |                      |                      |

### 生物相

#### 植物相
サンニコラス島は、生物多様性に乏しい。島では、1943年まで羊が大量に放牧されてきた。過度な放牧と浸食により、島の表土の多くが失われてしまった。そのような劣悪な環境にもかかわらず、島には以下の3種の固有種が自生している: Astragalus traskiae、Eriogonum grande subsp. timorum、Lomatium insulare

#### 動物相

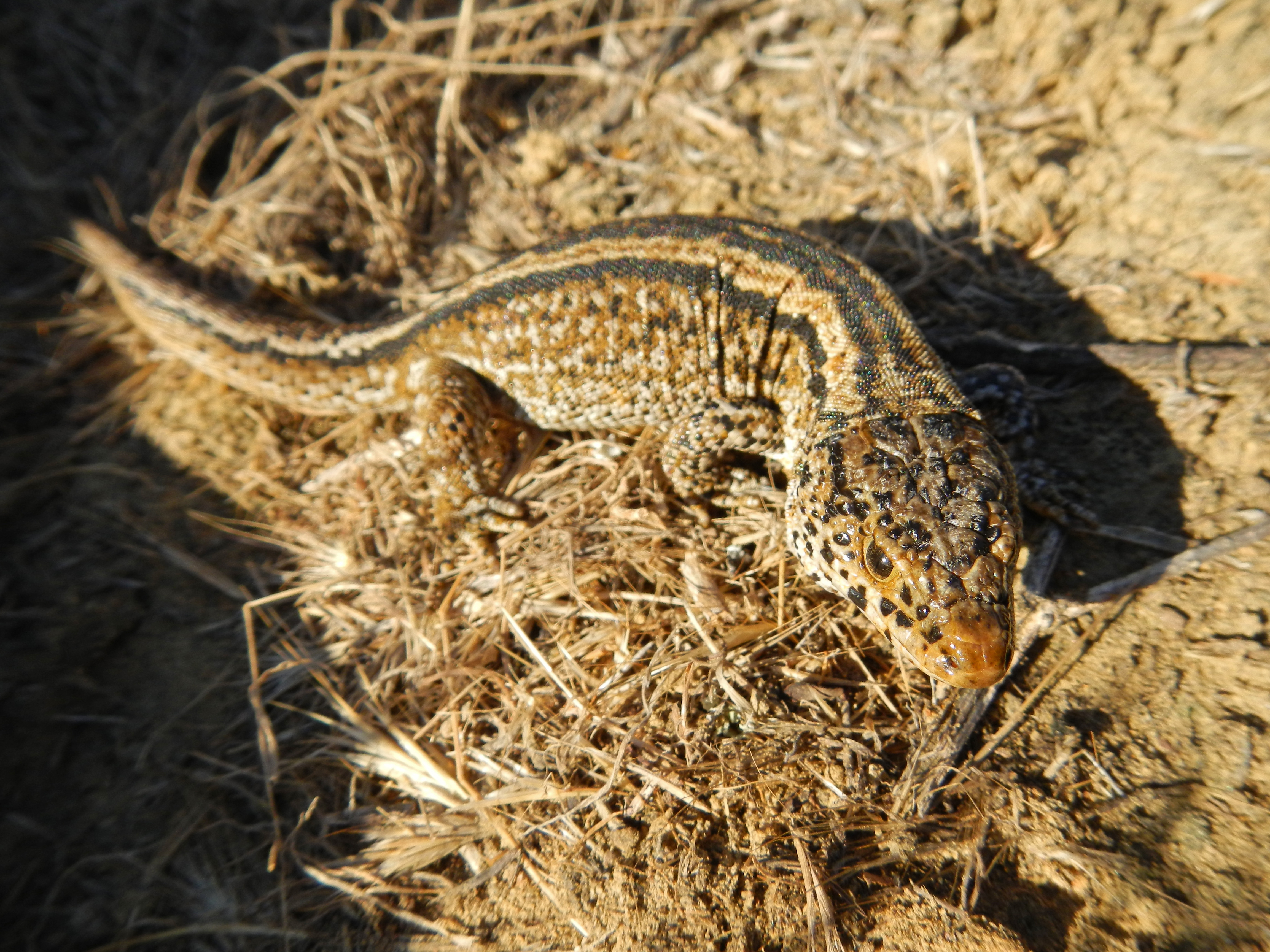
Island night lizard (Xantusia riversiana)

島には以下の固有の脊椎動物が生息している:  Xantusia riversiana、シカネズミ(Peromyscus maniculatus exterus)、シマハイイロギツネ(Urocyon littoralis dickeyi) 
他の2つの爬虫類、 ワキモンユタトカゲ(Uta stansburiana)とElgaria multicarinatusは、かつては固有種であると考えられていたが、 ミトコンドリアDNAの分析によって、2種は近年に導入された可能性が高いことが示されている。 
10を超える軟体動物は、サンニコラス島でのみ生息が知られる: Binneya notabilis, Catinella rehderi, Haplotrema duranti duranti, Micrarionta feralis, Micrarionta micromphala, M. opuntia, M. sodalis, Nearctula rowellii longii, Sterkia clementina, and Xerarionta tyroni (ssp. tyroni and hemphilli)
サンニコラス島では多くの鳥が見られる。アメリカオオセグロカモメ(Larus occidentalis)とアオノドヒメウ(Phalacrocorax penicillatus)の2種は、野生の猫とシマハイイロギツネの脅威にさらされており、生態系上懸念されている。 
イエネコは、島から根絶されるまで、島の野生生物に対する最大の脅威の1つであった 。 猫は1952年以前から生息しており、おそらくはサンニコラス島で働いていた海軍士官が持ち込んできたものである。猫はウ、カモメ、島固有のトカゲを殺してきた。アメリカ海軍は、鳥の営巣地を保護するために猫を島から根絶した。猫の多くは、特別に準備された、サンディエゴ郡、ラモナの棲み処に移された。2010年6月までに猫がなくなったと考えられており、2012年に正式に根絶宣言された。根絶の取り組みには、18か月の期間と300万ドルの費用が掛かった。